# Legacy of Kain
A Legacy of Kain egy fantasy témájú akció-kaland videójáték-sorozat, melynek első részét a Silicon Knights készítette a Crystal Dynamics fejlesztőcéggel együttműködve. Jogi ellentétek bontakoztak ki a két stúdió között, végül a Crystal Dynamics folytatta a sorozatot a Silicon Knights nélkül, a játékok kiadásának feladatát az Eidos Interactive vállalta magára. Mindegyik játékban fontos szerep jut az akció részek mellett a logikai feladványok megoldására, történetük pedig egy Nosgoth nevű fiktív világban játszódik, az egyes részeket pedig Kain, az erkölcstelen vámpír alakja köti össze. A játék lényegében két történetszállal rendelkezik, az egyik Kain, míg a másik Raziel nézőpontjából mutatja az eseményeket, melyek végül a sorozat utolsó részre érik el a tetőpontot.
A sorozat jelenleg 5 részből áll, melyek elsősorban konzolra készültek, később azonban Windows platformra készült változatok is megjelentek. A Legacy of Kain jelentős kritikai sikereket ért el, főleg a kiemelkedő szinkronhangoknak, a történetnek és a grafikájának köszönhetően.

## Játékok
| Cím                           | Kiadás éve | Platform                               |
| ----------------------------- | ---------- | -------------------------------------- |
| Blood Omen: Legacy of Kain    | 1996       | PlayStation, Windows                   |
| Legacy of Kain: Soul Reaver   | 1999       | PlayStation, Windows, Dreamcast        |
| Legacy of Kain: Soul Reaver 2 | 2001       | PlayStation 2, Windows                 |
| Blood Omen 2: Legacy of Kain  | 2002       | PlayStation 2, Xbox, Windows, GameCube |
| Legacy of Kain: Defiance      | 2003       | PlayStation 2, Xbox, Windows           |

## Legacy of Kain sorozat
A történet megalkotója Amy Hennig. A sorozat első tagjának megjelenése után 8 év telt el, míg a játékosok a teljes történetet megismerhették. A széria első tagja (Blood Omen) 1996-ban jelent meg a Silicon Knights és a Crystal Dynamics gondozásában. Ezt a részt PSx-re, illetve PC-re adták ki. A játék alapvetően egy 2D-s rpg játék, ahol a főszereplő Kain. A sorozat második tagja a (1999) Soul Reaver az akkoriban méltán híres PSx konzolra lett tervezve, majd PC-re is átírták. Alapvető változások a különlegesnek számított 3D grafika és a logikai illetve ügyességi feladványok voltak. A főszereplőnk Raziel, a főgonosz ebben az esetben Kain. A széria 5 része alatt semmit sem változik a koncepció, ami arra épül hogy karakterünket át kell vezetnünk egy bonyolult pályán, mely végén egy főellenség vár bennünket, akinek az elpusztítása valamilyen különleges képességgel ruházza fel aktuális karakterünket (Kain-t vagy Raziel-t). A játék lineárisan halad a cselekménnyel, így sorrendben követik egymást az események és a főellenfeleink is. A 2002-ben megjelent Blood Omen 2-ben Kain életébe illetve hatalmi harcaiba kapunk betekintést a Blood Omen és Soul Reaver eseményei közötti időszakról. Majd a Soul Reaver 2 megjelenik a Soul Reaver folytatásaként. A sorozat Defiance című tagjával 2004-ben lezárják a történetet.

### Történet
Alapvetően a történet főszereplője Kain, de egy másik főszereplője, Raziel is nagy hangsúlyt kap. Röviden mondva a cselekménye Nosgoth-ról és a pillárisok konfliktusáról szól.
A kezdetek a Hyldenek és a Vámpírok (kéktestű fekete tollazatú szárnyas lények) közötti harcról szólnak Nosgoth-ban. A konfliktus a két faj között nem derül ki miért is van. Végeredményben a Vámpírok elűzik a Hyldeneket egy másik dimenzióba. Hogy megakadályozzák visszatérésüket, kilenc oszlopot állítanak Nosgoth földjére. Minden oszlopnak van egy őre, kezdetben ezek a szárnyas lények (akiket Vámpírnak neveznek, mivel Hylden átok sújtotta őket, ezért emberi vért kell szívniuk az életben maradáshoz). Meg vannak fosztva az időtől (nem öregednek, halhatatlanok, csak vérüket ontva lelhetnek békességet a túlvilágon) és a természetes szaporodástól. Elder God (Ősi Isten), a Vámpírok istene elfordul tőlük, mert az átok miatt a sors kerekét nem tudják táplálni a Vámpírok szellemei, ebből kifolyólag rengeteg Vámpír lesz öngyilkos. Ahhoz hogy ne haljon ki a faj, embereket rabolnak el, majd Vámpírrá teszik őket. Ez az oka az összetűzésnek emberek és vámpírok között. Sarafan lovagjai arra vannak kiképezve, hogy ezeket a Vámpírokat elpusztítsák. Az oszlopok az események előrehaladtával teljesen emberi kézre kerülnek és a vámpírok mint kisebbségi faj fordulnak csak elő Nosgoth vidékein.

### Blood Omen
Történetünk ott kezdődik, hogy Kain, aki egy nemes család sarja, a kocsmából kitérve éjszaka rablók áldozatává válik. Közben a kilencek őréből megölik az Egyensúly őrét, Ariel-t. Nuprator, az Elme őre beleőrül szerelme halálába, így tisztátalan elméje miatt a többi oszlop őr is veszélybe kerül. Felborul az egyensúly és az oszlopok megfeketednek, megrepedeznek, tisztátalanná és gyengévé válnak. Időközben Kain-t feltámasztja Mortanius, a Halál oszlopának őre. Felajánlja Kain-nek a gyilkosain való bosszút. Feléleszti a Heart of Darkness segítségével. Kain vámpírként születik újjá és az Egyensúly őrévé válik. Elkezd az oszlopok megmentésén munkálkodni. Sorra gyilkolja le az életben maradt őröket, akik elméjük megbomlása miatt visszaélnek hatalmukkal. Kalandozása során megtalálja a Soul Reaver-t. Nosgoth megmentésének érdekében utoljára önmagával kellene végeznie, hogy helyre álljon a rend, ezzel a Vámpírok vérvonalával is végezne végleg. A választás a játékoson múlik. A játék folytatását a készítők úgy alkották meg, hogy Kain egy új lehetőségre várva az életet és Nosgoth sötét jövőjét választja.

### Soul Reaver 1
Kain uralkodása során feltámasztja a Sarafan rend hat papját, akik vámpírvadászok voltak Kain születése előtt 500 évvel. A hat pap: Raziel, Turel, Dumah, Rahab, Zephon, Melchiah. Klánokat alapítanak és felosztják egymás között Nosgoth földjét. A feltámasztott papok emberi életükre nem emlékeznek. Hálát éreznek Kain, a mesterük iránt. A Vámpírok ily módon megalakult klánjaiban egyfajta evolúció indul meg. Egyre kevesebb emberi tulajdonsággal rendelkeznek. Kain az, akin először jelennek meg új tulajdonságok. Évek telnek el, majd Raziel-t éri a megtiszteltetés és szárnyak nőnek a hátán, ezzel megelőzve Kain-t az evolúcióban. Ekkor történik meg az, aminek oka Raziel értelmezése szerint Kain irigysége és féltékenysége az új szárnyai miatt. Kain letépi Raziel szárnyait, megszégyenítve testvérei előtt, majd az Abyss-ba (a Halál Tavába) dobatja, ezzel Raziel-t örök szenvedésre és kínra ítélve.
Egy örökkévalóságnak tűnő idő elteltével Raziel kínjai megszűnnek. Lent az Abyss fenekén Elder God felajánlja Raziel-nek a fizikai világba való visszajutást. Cserébe azt kéri, hogy álljon bosszút Kain-on és testvérein. Innentől kezdve Raziel képes átjárni a szellem és a fizikai világ között. Vér helyet immáron szellemekkel táplálkozik. Évszázadok teltek el az Abyss-ba vetése óta. Döbbenten fedezi fel Nosgoth vidékeinek új arculatát, a fejlődésekben eltorzult testvérei felkutatásakor. Testvérei meggyilkolásával képes megszerezni az evolúció adta képességeiket. Melchiah-tól a rácsokon való átjutás, Zephon-tól a falmászás, Rahab-tól az úszás, Dumah-tól egy igen különleges képességet "örököl"… Turelt nem sikerül megtalálnia. Kain első találkozásukkor megpróbálja a Soul Reaver-rel elpusztítani Raziel-t, de az darabokra törik és szellemét innentől kezdve Raziel birtokolja. Második összecsapásukkor Kain elmenekül egy időgép segítségével…

### Soul Reaver 2
A történet ott folytatódik hogy Raziel Kain Után veti magát téren és időn át, de az út végén Moebiusal találkozik. A dörzsölt varázstudó megpróbálja befolyásolni Razielt Kain megölésére, de a vámpír ismerve kivel áll szemben bizalmatlanul viszonyul hozzá. Moebius állítása szerint már korábbról a Sarafan hadjáratok idejéből ismerték egymást, de Razielnek erről először nem volt tudomása. A sarafan erődjének folyosóin Raziel felidézi emlékeit halandó emberi életéről. Kilépve az erődítményből nem tellett sokba hogy Kaint megtalálja őt a Nosgoth szívét jelentő Pilléreknél. Avval a szándékkal hogy bosszút álljon mesterén, a Soul Reaverrel felszerelve, valami egészen másnak lett részese, mint aminek hitte. Azokban a pillanatokban ölik meg Arielt, az egyensúly őrét, és az ő halála által idézett események hatására a Pillérek is beszennyeződnek. Habár Kain halálával elvileg ez a folyamat visszaállítható lenne, mégis szilárdan hisz abban hogy Raziel jelenléte ebben az idősíkban nem cél nélküli. Raziel egyelőre félreteszi a kettőjük közti ellentéteket, annak érdekében hogy még többet tudjon meg magáról, illetve Nosgoth történelméről. Utazásai során találkozik teremtőjével az ősistennel akit Moebius szolgál. A földalatti termekben lévő festmények tanulmányozása alapján szín derül az első vámpírok tetteire.

### Blood Omen 2
Az ebben a részben szereplő események a Soul Reaver 2 végén előidézett időparadoxon hatására jöttek létre. A történet Kain ifjabbik énjének útját követi nyomon. Miután Megpecsélte Nosgoth sorsát életének megtartásával, belekezdett Nosgoth meghódításába. A feltámasztott Vordaror közreműködésével sikerült egy olyan nagyságú vámpírokból álló sereget felállítani, amivel sikerrel vehette fel a harcot, Nosgoth királyságai ellen. Város város után égett porig, míg már csak délen Meridian állhatott ellen az élőholtak serege ellen. A város körül zajló csatát a titokzatos Sarafan Lord vezetésével, az emberek győzedelmeskedtek. Kian hiába volt felvértezve a félelmetes Soul Reaverel, mégis elvesztette a küzdelmet. 200 év hibernációból ébredve, seregeit megsemmisítették, a vámpírokat pedig a kihalás szélére taszították.

## Külső hivatkozások
- Legacy of Kain rajongói oldal
- A sorozat a MobyGamesadatbázisában
- Enciklopédia a játék világáról